# Amado Benigno
Amado, właśc. Amado Benigno (ur. 14 stycznia 1903 w Manaus, zm. 10 września 1965) – piłkarz brazylijski grający na pozycji bramkarza.

## Kariera klubowa
Amado występował w CR Flamengo, gdzie występował w latach 1923–1934. W barwach Flamengo zadebiutował w wygranym 3-1 meczu derbowym z São Cristóvão FR 6 maja 1923. Z Flamengo zdobył mistrzostwo stanu Rio de Janeiro – Campeonato Carioca w 1927. Ogółem w latach 1923–1934 Amado wystąpił w barwach Flamengo w 124 meczach.

## Kariera reprezentacyjna
W reprezentacji Brazylii Amado zadebiutował 24 lutego 1929 w wygranym 4-2 meczu z urugwajskim klubem Rampla Juniors. Był to jego jedyny występ w reprezentacji.